# Alcis subpunctata
Alcis subpunctata là một loài bướm đêm trong họ Geometridae.